# 杉井ギサブロー
杉井 ギサブロー（すぎい ギサブロー、本名：杉井 儀三郎（すぎい ぎさぶろう）、1940年8月20日 - ）は、日本の男性アニメ監督、脚本家。日本映画監督協会会員。日本アニメーター・演出協会（JAniCA）会員。代表作に『タッチ』、『銀河鉄道の夜』、『ストリートファイターII MOVIE』、『あらしのよるに』など。タツノコプロ出身のアニメーターの杉井興治は実弟。

## 経歴
静岡県沼津市出身。沼津市に小学校5年生の途中まで在住。1945年7月の沼津大空襲にも遭遇している。小学校時代は漫画を愛する「マンガ少年」であった。沼津時代の末期に見たディズニーの『バンビ』に強い印象を受け、アニメーションを「一生の仕事にしよう」と決意する。同年、東京に転居し、原宿に住む。当時の日本ではアニメーション業界に就職する具体的な方法がわからなかったため、漫画家を目指そうと、中学3年生の時にうしおそうじの元に赴き、押しかけのような形で弟子入りした。うしおに弟子入りしようとした理由は、うしおの漫画では建築物が非常に正確に描かれていることが好きだったからと記している。中学卒業後も高等学校へは進学せず、アルバイトをしながら画塾やうしおの自宅に通っていた。
1958年、新聞に掲載されていた東映動画（現・東映アニメーション）の求人広告を親類に教えられたことをきっかけに、入社試験に応募。書類選考・面接・実技試験（杉井によると、実技試験は受験者約50 - 60人中合格者は10数人）を経て17歳で東映動画に入社。養成期間の後、東映動画の長編第1作である『白蛇伝』の動画スタッフとして、大塚康生の班に配属される。大塚康生によると、『白蛇伝』の制作体制は、森康二と大工原章の2名が原画で、その下に動画と原画の中間の「セカンド」として大塚ら6人が、動画担当を従えた「班」を構成していた。杉井は大塚から絵を動かす意味を叩き込まれたが、その仕事ぶりに接して大塚のような原画家にはなれないと痛感したという。杉井は「まぎれもなく一つの挫折だった」と記している。一方、大塚の側は著書で当時の杉井について「たいへんな凝り性」と評し、何度も納得がいくまで描き直す仕事ぶりが（目標枚数が会社から指示されていた状況では）。「理想主義としかいいようがありませんでした」と記しつつ、後に演出家となって「アニメーターとして名演技を描く機会を失ってしまったのは残念です」と結んでいる。
その後も杉井は東映動画の長編作品（『少年猿飛佐助』『西遊記』『安寿と厨子王丸』『アラビアンナイト・シンドバッドの冒険』）にアニメーターとして参加したが、これらの作品のいずれにも興味を抱くことができなかった。加えて、当時東映動画で盛んになった労働組合運動に馴染むことができず、1961年に東映動画を退社する。当時東映動画に在籍していたりんたろうは、2009年のインタビューで、東映動画スタッフの白川大作から「大学卒の東映本社採用でなければ演出部に入れない」と言われ、自分や杉井は東映動画による「臨時採用」だったと証言している。
東映動画退社後は3か月ほど仕事もしなかったが、東映動画時代の知人である月岡貞夫から、手塚治虫が動画スタジオを作ることを紹介されて虫プロダクションに入社する。りんたろうは前出のインタビューで、東映動画の労働組合が団体交渉の条件として会社側から「ブラックリスト」とされた社員への懐柔を求められ、その中で杉井が「最初に虫プロに行ったのかな」と述べている。虫プロの第一作となった短編『ある街角の物語』に参加し、続けて日本最初の本格的テレビアニメとなった『鉄腕アトム』にもスタッフとして加わる。この作品で手塚が導入したリミテッドアニメ（コマ数を減らしたり、止め絵を使用する）のスタイルに大きなショックを受けたと後年述べている。虫プロでは演出も手がけるようになり、『鉄腕アトム』の演出の中心メンバーとなった。
1964年に出崎統、奥田誠治、吉川惣司らと虫プロから独立して、アートフレッシュを設立。『悟空の大冒険』『どろろ』など虫プロ作品の総監督を中心として活動した。
1969年に虫プロの音響スタッフだった田代敦巳、明田川進らと共にグループ・タックを設立。この頃、『ルパン三世』の最初のアニメ化企画を東京ムービーに持ち込み、パイロットフィルムの原画を担当している（詳細は後述）。
1974年に劇場アニメ『ジャックと豆の木』を監督し、テレビアニメ『まんが日本昔ばなし』の立ち上げに携わったのを最後に放浪の旅に出る。『平家物語』をアニメ化するためのプレゼンテーションをしたことが放浪のきっかけになったという。これについて杉井は、大きなきっかけがあったわけではなく、「成り行きまかせにアニメを生業としていいのか」という思いが湧きあがったためと後年記している。日本各地を転々とし、「鬼の子」をモチーフとした絵を1枚500円で売って生計を立てていた。放浪中は基本的にアニメからは離れていたが、ごくたまにグループ・タックの前田庸生と連絡を取り、東京に残してきた家族の生活費のため、アルバイト的に『まんが日本昔ばなし』の絵コンテを切っていた。そのときには、旅先から絵コンテを送付した（「杉井ギサブロー」名義の他、「漉田実」「杉田実」といった名義を使用）。
1982年の『孫悟空シルクロードをとぶ!!』を経て、1983年のあだち充原作のスペシャルアニメ『ナイン』で本格的に復帰を果たす。『ナイン』については、放浪中の旅先でたまたまあだちの漫画に接して関心を持っていたところに、広告代理店の知人から『ナイン』のアニメ化について意見を求められ、「それなら僕に監督をやらせてほしい」と申し出たという。完成後にはいったん旅に戻ったが、『ナイン』の続編が決まったため、復帰することとなった。
続けて1985年から総監督を担当したあだち充原作のテレビシリーズ『タッチ』は大ヒットとなり、日本アニメ大賞アトム賞を受賞。
2006年から京都精華大学マンガ学部アニメーション学科の専任教員に就任した。
2012年7月28日に杉井を取り上げたドキュメンタリー映画『アニメ師・杉井ギサブロー』（石岡正人監督）が公開された。

## 『ルパン三世』と杉井ギサブロー
モンキー・パンチの漫画『ルパン三世』は1971年にテレビアニメ化されて以来、現在も新作アニメが制作される人気シリーズになっているが、このアニメ化のきっかけを作ったのが杉井であった。杉井は1969年の『どろろ』の放送開始前に同じく虫プロ出身の勝井千賀雄と共に、『ルパン三世』のアニメ化の企画を東京ムービーに持ち込んだ。東京ムービーは、『ルパン三世』を劇場用長編アニメとして東宝に売り込むことになり、1969年頃に『ルパン三世 パイロットフィルム』が制作され、杉井は将棋のシーンと峰不二子のダンスシーンの作画を担当した。『ルパン三世』は1971年にテレビアニメとしてアニメ化が実現し、以後何作も作られたが、杉井は長くスタッフとして参加することはなかった。しかし、四半世紀以上経った1996年になって、『金曜ロードショー』の枠でテレビスペシャル『ルパン三世 トワイライト☆ジェミニの秘密』を監督。放送の際には『金曜ロードショー』で映画解説を担当する映画評論家の水野晴郎によって企画者だった事実も紹介されていた。

## 作風
30歳を境に映画の作り方が変わったと明言しており、それまでは、演出家のイメージが描かれた絵コンテを、制作現場がどこまで再現できるかが重要であると考えていたが、関わるスタッフや制作の状況によって映画作りは変化していくものであり、変化することは悪いことではないと考え直し、『銀河鉄道の夜』を制作して実感した経験から、脚本や絵コンテは決定版ではなく一応の（仮）に過ぎず、企画時にプロデューサーと監督が定めたコンセプトから逸脱しない限り、制作する現場のスタッフたちによってイメージを流動的に変えて行く方が、結果として熱気を帯びた生きた映画に繋がると語っている。また杉井は、この作り方は実写映画に起こりがちで、アニメの制作現場ではやりにくいとしながらも、完成した場面には関わった人間の想いが込められるため、ある種の魅力が形作られるとして、完成された破綻の少ない映画よりも、多少の破綻を帯びた映画の方が、熱気を帯びて人を感動させられるのではないか、という気持ちを強く持っていると述べている。

## 発言

### 娯楽映画に関して
娯楽映画について、「作る方は真剣に作らないと駄目だよね。この真剣さが熱気を醸し出してくると、面白い娯楽映画ができるんですよ」と語り、日本の娯楽映画が衰退した原因として、作り手側の多くが、所詮は見世物と勘違いをして、遊びの姿勢で作った結果だと指摘している。また、メッセージ性の強い文芸物はテーマが解りやすく、娯楽映画より作るのが容易で評価されやすいとして、「娯楽物というのは、どんなにメッセージが多くても、つまんないと言われたら終わりですよ。だから難しいと思うな。面白いと思わせてなんぼだから」と娯楽映画を作る難しさを述べている。また、日本は後へ残さない娯楽映画が不得意であり、米国のハリウッド映画に全てを取られていると断言した上で、「アニメなら日本映画だってそれができると思う」と発言している。

### ゲームの映画化に関して
ゲームが原作の映画について、リアルな情感が映画の中で存在感を持つことが重要だと説いた上で、「見ている間は一生懸命に見る。見終えれば何も残さなくて良い」「映画館を出たら忘れていい。ゲームを終えたような後味の良い爽快感が欲しいんです」と語って、ゲームをプレイする感覚と同じ気分に浸れる作品づくりを心掛けることが、ゲームの映画化に於いて必要だとしている。

### 自作に関して
自身が監督した映画について、「見終わった後、後へ残す映画と残さない映画があると思うんです」と指摘して、『銀河鉄道の夜』については、「見た後で何時までも、あれ何だったんだろうと残るものがある。解決していないことに意味がある」と語る一方で、『ストリートファイターII MOVIE』については、その対極にあるとして、「後味がさらっと、見終わったら何も残さない、カラッとした娯楽」と語っている。

### アニメの質感に関して
「アニメーションは絵ですから、質感がないですよね」と指摘した上で、アニメ監督の仕事は、そのアニメに如何にして質感を肉付けするかにあるとして、「表現方法は、線の描き方や絵の動かし方と様々ですが、僕は音に質感を求めるタイプなんですよね」と発言している。

### 映画のソフト化に関して
映像作品は飽くまで、発表した媒体に拠った形であるべきという趣旨の発言をしており、劇場作品のソフト化については、「映画のミニチュアという形で見る人に届けられるのが一番いい」「映画を観てるんだなという感覚が残る方が良いですね」と述べている。

## 評価

### 富野由悠季
アニメーション監督の富野由悠季は、「映像に対する感性の幅が広い。日本のアニメ界で一番才能のある人で本能的にアニメの語源的な意味の所に近づいているシャーマンみたいな人です」としながら、これらの部分の多くは宮崎駿に持って行かれ、不当な評価を得ているとして、「杉井アニメは宮崎アニメより頭抜けている」と断言した上で、『タッチ』のテレビアニメ化による復活劇や、アニメ劇場版『銀河鉄道の夜』の批評的成功を自分事のように喜んで、「銀河鉄道の夜を観ていなかったら、アニメのことを喋っちゃいけません」と明言している。

## 参加作品
1963年
- 鉄腕アトム（ - 1966年、脚本・演出・作画監督・原画）

1965年
- 新宝島（作画監督）

1967年
- 悟空の大冒険（監督・チーフディレクター）

1969年
- ルパン三世 パイロットフィルム（原画）
- どろろ（総監督）
- 千夜一夜物語（原画）

1970年
- 氷の国のミースケ（演出）

1972年
- 動物村の消防士（演出）

1973年
- 哀しみのベラドンナ（作画監督）
- たすけあいの歴史-生命保険のはじまり-（演出）

1974年
- ジャックと豆の木（監督）

1975年
- まんが日本昔ばなし（ - 1994年、脚本・演出）

1982年
- 孫悟空シルクロードをとぶ!!（キャラクターデザイン・演出協力）
- ときめきトゥナイト（ - 1983年、タイトルアニメーション）

1983年
- ナイン（監督）
- ナイン（劇場版）（監督）
- ナイン2 恋人宣言（監督）

1984年
- ナイン 完結編（監督）
- ガラスの仮面（総監督）

1985年
- 銀河鉄道の夜（監督）
- タッチ（ - 1987年、総監督・タイトルアニメーション）

1986年
- タッチ 背番号のないエース（監督・脚本）
- タッチ2 さよならの贈り物（総監督）

1987年
- 紫式部 源氏物語（監督）
- タッチ3 君が通り過ぎたあとに -DON'T PASS ME BY-（総監督・脚本）
- 陽あたり良好（監督）

1988年
- 陽あたり良好! KA・SU・MI 夢の中に君がいた（監修）

1991年
- スイートスポット（監督・脚本）

1992年
- のぞみウィッチィズ（監督・脚本）

1994年
- ストリートファイターII MOVIE（監督・脚本）

1995年
- ストリートファイターII V（監督）
- 飛べ!イサミ（総監督）

1996年
- ルパン三世 トワイライト☆ジェミニの秘密（監督・脚本）

1998年
- タッチ Miss Lonely Yesterday あれから君は…（総監督）
- スーパードール★リカちゃん（監督）

1999年
- スーパードール★リカちゃん リカちゃん絶体絶命!ドールナイツの奇跡（監督）

2000年
- 陽だまりの樹（監督）

2001年
- タッチ CROSS ROAD〜風のゆくえ〜（総監督）
- はじめの一歩（第2期OP絵コンテ）
- キャプテン翼（ - 2002年、監督）

2003年
- トキ この地球（ほし）の未来を見つめて（監督）
- 羊のうた（監督・脚本・絵コンテ）
- SPACE PIRATE CAPTAIN HERLOCK（絵コンテ）

2004年
- 火の鳥（脚本・絵コンテ）

2005年
- あらしのよるに（監督・脚本）

2007年
- 鉄子の旅（オープニングアニメ絵コンテ）
- シナモン the Movie（監督）

2011年
- 豆富小僧（総監督・脚本）

2012年
- グスコーブドリの伝記（監督・脚本・絵コンテ）

2017年
- ふるさとめぐり 日本の昔ばなし（統括）

2019年
- 臨死!!江古田ちゃん（第2話監督）
- 海ノ民話のまちプロジェクト うみのむかしばなし（ - 2021年、アニメーション監修）

## ドキュメンタリー映画
- 『アニメ師・杉井ギサブロー』

2012年7月28日公開の杉井ギサブローについてのドキュメンタリー映画。監督は石岡正人。